# Rubraea atolmis
Rubraea atolmis is een vlinder uit de familie van de Nymphalidae. De soort is voor het eerst wetenschappelijk beschreven als Acraea atolmis door John Obadiah Westwood in een publicatie uit 1881.

## Verspreiding
Deze soort komt voor in Congo-Kinshasa, Angola, Zambia, Namibië, Botswana en Zimbabwe.

## Waardplanten
De rups leeft op soorten van het geslacht Triumfetta (Malvaceae).